# Rignaucourt
Rignaucourt est une commune associée du département de la Meuse, en région Grand Est.
C'est l'une des trois localités qui composent depuis 1973 la commune des Trois-Domaines.

## Toponymie
Anciennes mentions : Rigildi-curtis (1015) ; Renaucourt (XIIe siècle) ; Rougnaucourt (1254) ; Rignaulcourt (1336) ; Regnaucourt (1642) ; Rignaucuria (1749).

## Histoire
Avant 1790 Rignaucourt dépendait du Barrois mouvant.
Le 1er janvier 1973, la commune de Rignaucourt est rattachée sous le régime de la fusion-association à celle d'Issoncourt qui est alors renommée « Les Trois-Domaines ».

## Politique et administration
| Période                                  | Période | Identité       | Étiquette | Qualité |
| ---------------------------------------- | ------- | -------------- | --------- | ------- |
|                                          |         | Régine Humbert |           |         |
| Les données manquantes sont à compléter. |         |                |           |         |

## Démographie
| 1806 | 1821 | 1831 | 1836 | 1841 | 1846 | 1851 | 1856 | 1861 |
| ---- | ---- | ---- | ---- | ---- | ---- | ---- | ---- | ---- |
| 91   | 95   | 120  | 114  | 120  | 107  | 109  | 110  | 93   |

| 1866 | 1872 | 1876 | 1881 | 1886 | 1891 | 1896 | 1901 | 1906 |
| ---- | ---- | ---- | ---- | ---- | ---- | ---- | ---- | ---- |
| 78   | 82   | 83   | 69   | 64   | 54   | 63   | 59   | 68   |

| 1911 | 1921 | 1926 | 1931 | 1936 | 1946 | 1954 | 1962 | 1968 |
| ---- | ---- | ---- | ---- | ---- | ---- | ---- | ---- | ---- |
| 61   | 51   | 47   | 43   | 43   | 41   | 44   | 30   | 32   |

## Lieux et monuments
- Église de l'Immaculée-Conception